# Centemopsis kirkii
Centemopsis kirkii är en amarantväxtart som först beskrevs av Joseph Dalton Hooker, och fick sitt nu gällande namn av Schinz. Centemopsis kirkii ingår i släktet Centemopsis och familjen amarantväxter. Utöver nominatformen finns också underarten C. k. intermedia.